# Probus, Cornwall
Probus är en by och en civil parish i Cornwall i England. Orten har 2 246 invånare (2011). Byn nämndes i Domedagsboken (Domesday Book) år 1086, och kallades då Lanbrebois/Lanbrabois.